# Епархия Лаванта
Лавант (нем. Lavant) — католическое епископство, охватывавшее до 1859 года территорию восточной части Каринтии и Нижнюю Штирию. С 1859 года резиденция епископов была перенесена в Марибор при сохранении прежнего титула епископа Лаванта. В 2006 году епископство преобразовано в архиепископство Мариборское.

## История
В 1212 году Зальцбургский архиепископ Эберхард II основал в восточной Каринтии, в долине реки Лавант августинское аббатство, которое в 1228 году по решению папы Гонория III было преобразовано в епископство Лавант. Резиденцией епископов был небольшой город Санкт-Андра. Новый диоцез в территориальном плане был небольшим и включал лишь несколько приходов в восточной Каринтии и южной Штирии. Однако достаточно часто епископы Лаванта становились викариями архиепископа Зальцбургского в его владениях, разбросанных по княжествам юго-восточной Германии, в том числе и во Фризахе — крупнейшем торговом центре Каринтии. Епископы подчинялись архиепископам Зальцбурга, но уже в XIV веке получили достаточно широкую степень автономии и статус князя-епископа, дающий возможность суверенной власти над землями, принадлежащими Лаванту. В XVI веке епископы Лаванта периодически участвовали в качестве территориальных князей в заседаниях рейхстага Священной Римской империи, однако позднее, под давлением Габсбургов и Зальцбурга, потеряли статус суверенного княжества. Территория диоцеза немного расширилась в конце XVIII века, включив в себя часть нижнештирийских земель (Целе).
По решению 1859 года долина Лаванта и восточная часть Каринтии была передана в подчинение епископов Гурка. Резиденцией епископов Лаванта стал с 1857 года крупный город Марибор на Драве, а территория нового диоцеза Марибор—Лавант стала охватывать земли Нижней Штирии. Большинство прихожан нового епископства были словенцы. После образования в 1918 года Королевства сербов, хорватов и словенцев (будущая Югославия) территория епископства оказалась в составе этого государства. В 1968 году епархия Лаванта была переименована в епархию Марибора и была переподчинена архиепархии Любляны. Одновременно её возглавил словенский богослов Векослав Грмич, получивший прозвище «красный епископ» за социалистические убеждения и диалог с марксистами.
7 апреля 2006 года епископство Марибора было преобразовано в архиепископство Мариборское с подчинёнными ему епископами Целе и Мурска-Соботы.

## Ординарии епархии
- Ульрих фон Хаус (1226—1257);
- Карл фон Фризах (1257—1260);
- Отто фон Мёрнштайн (1260—1264);
- Альмерих Градендорфер (1265—1267);
- Херюорд (1267—1275);
- Герхард фон Эншталь (1275—1285);
- Конрад фон Фонсдорф (1285—1291), назначен архиепископом Зальцбурга;
- Генрих фон Хельфенберг (1291—1299);
- Вульфинг фон Штубенберг (1299—1304);
- Вернер (1304—1316);
- Дитрих Фольфхауэр (1317—1332);
- Генрих Краффт (1332—1338);
- Генрих II фон Лайс (1338—1342);
- Генрих III (1342—1356);
- Петер Крёлл фон Райхенхалл (1357—1363);
- Генрих IV Крапфф (1363—1387);
- Ортольф фон Оффенштеттен (1387—1391);
- Августин (1389—1391);
- Николаус фон Унхошт (1391—1397);
- Конрад II Торер фон Тёрлейн (1397—1408);
- Ульрих II (1408—1411);
- Фольфгард фон Эренфельс (1411—1421);
- Фридрих Тейс фон Тезинген (16.04.1422 — апрель 1424);
- Лоренц фон Лихтенберг (1424—1432);
- Германн фон Гнас (1433—1436);
- Лоренц фон Лихтенберг (1436—1446);
- Теобальд Швайнпекк (1446—1463);
- Рудольф фон Рюдесхайм (1463—1468);
- Йоханн I фон Рот (1468—1483);
- Георг (1483—1486);
- Эрхард Паумгартнер (1487—1508);
- Леонард Пойрль (1508—1533);
- Филипп Реннер (1536—1555);
- Мартин Геркулес Реттингер фон Виспах (1556—1570);
- Георг II Агрикола (1570—1584);
- Георг III Штобойс фон Пальмбург (1584—1618);
- Леонгард II фон Гётц (1619—1640);
- Альберт фон Приамис (29.12.1640 — 8.09.1654);
- Максимилиан Гандольф фон Кюнбург (8.10.1654 — 3.03.1665);
- Себастьян фон Пёттинг-Перзинг (3.04.1665 — 11.03.1673);
- Франц Каспар фон Штадион (21.10.1673 — 13.02.1704);
- Йоханн Зигмунд фон Кюнбург (22.02.1704 — 1.04.1708);
- Филипп Карл фон Фюрстенберг (11.04.1708 — 14.02.1718);
- Леопольд Антон фон Фирмиан (11.03.1718 — 1724);
- Йозеф Освальд фон Аттемс (20.02.1724 — 4.05.1744);
- Вигилиус Августин Мария фон Фирмиан (26.05.1744 — 15.07.1753);
- Йоханн Батист фон Турн-и-Таксис (4.02.1754 — 3.06.1762);
- Йозеф Франц Антон фон Ауэршперг (31.01.1763 — 4.01.1772);
- Франц де Паула Ксавьер Людвиг Якоб фон Бройнер (30.09.1773 — 1.05.1777);
- Винценц Йозеф Франц Салес фон Шраттенбах (31.05.1777 — 29.01.1790);
- Йозеф Эрнест Гандольф фон Кюнбург 20.02.1790 — 12.12.1793);
- Винценц Йозеф Франц Салес фон Шраттенбах (26.06.1795 — 4.06.1800);
- Леопольд Максимилиан фон Фирмиан (23.11.1800 — 25.01.1822);
- Игнац Франц Салес Циммерман (19.05.1824 — 28.09.1843);
- Франц Ксавер Куттнар (23.11.1843 — 8.03.1846);
- блаженный Антон Мартин Сломшек (30.05.1846 — 24.09.1862);
- Якоб Игнац Максимилиан Штепишник (21.12.1862 — 28.06.1889);
- Михаил Напотник (27.09.1889 — 28.03.1922);
- Андрей Карлин (6.06.1923 — 6.03.1933);
- Иван Йожеф Томажич (27.06.1933 — 27.02.1949);
  - Sede vacante (1949—1960);
- Максимилиан Држечник (15.06.1960 — 5.03.1962), назначен епископом Марибора.